# AC4
AC4 je hardcorová skupina původem ze Švédska.

## Historie
Původní sestavu tvořili Dennis Lyxzén, David Sandström, Karl Backman a Jens Nordén. AC je krajský kód pro oblast ve kterém se nachází Umeå. V roku 2009 vydali své první album AC4.
V dubnu 2011 kapela vyráží na australský turné. Došlo k výměně na postu basáka, na kterém po odchodu Davida Sandströma zakotvil Christopher Röstlund Jonsson. Skupina poté vydala ještě album Burn The World 2013. O evropskou edici se postaralo vydavatelství Ny Vag a US verze vychází na Deathwish Inc..
Kapelu, která za pár dnů vyráží na evropské turné také náhle opustil původní bubeník Nordén, kterého na nadcházejících koncertech zastoupí Frederik Lyxzén, pod jehož producentskou taktovkou vznikalo aktuální album. V roku 2013 kapela odehrály nespočet koncertů a zúčastnili se i několika festivalů a to mimo jiné Groezrock a Monster Bash.
Kapela se odporoučela do stavu časově blíže neohraničeného spánku. Kytarista Karl Backman už rozjel novou punk kapela s názvem The T-55's.

## Členové
- Dennis Lyxzén - hlas
- Karl Backman - kytara
- Christoffer Röstlund Jonsson - basová kytara
- Fredrik Lyxzén - bicí[1]

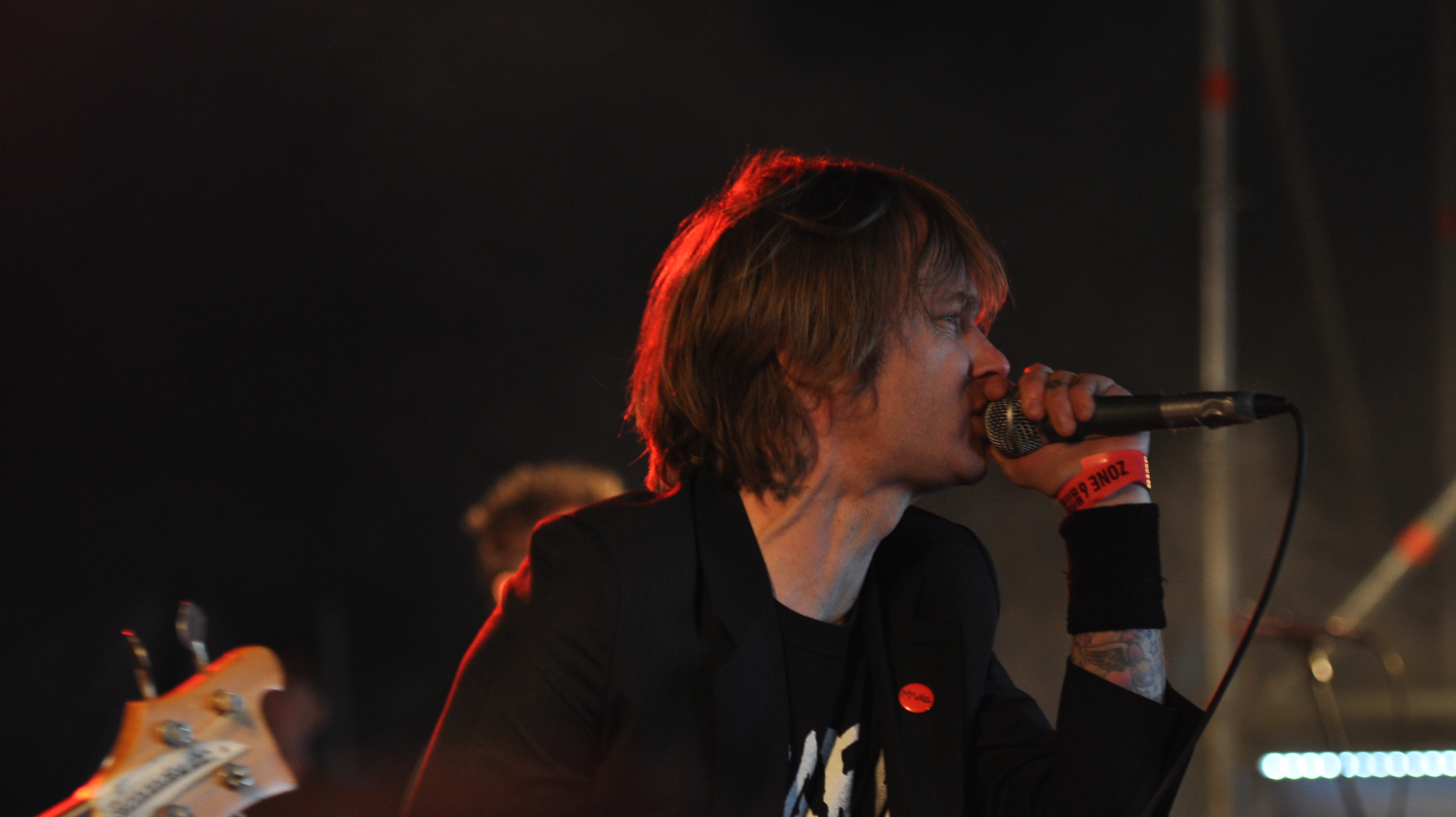
Dennis Lyxzén
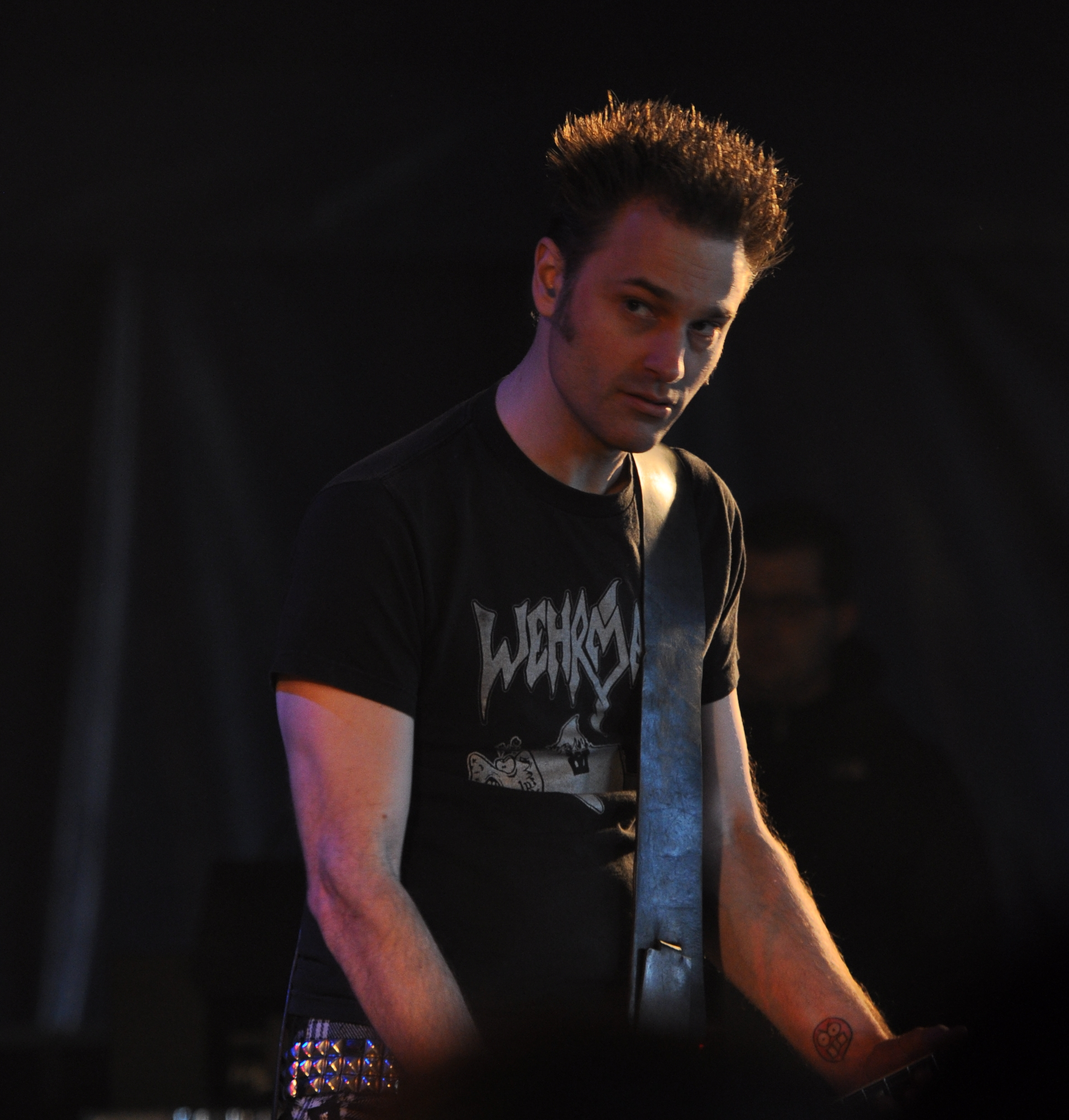
Karl Backman
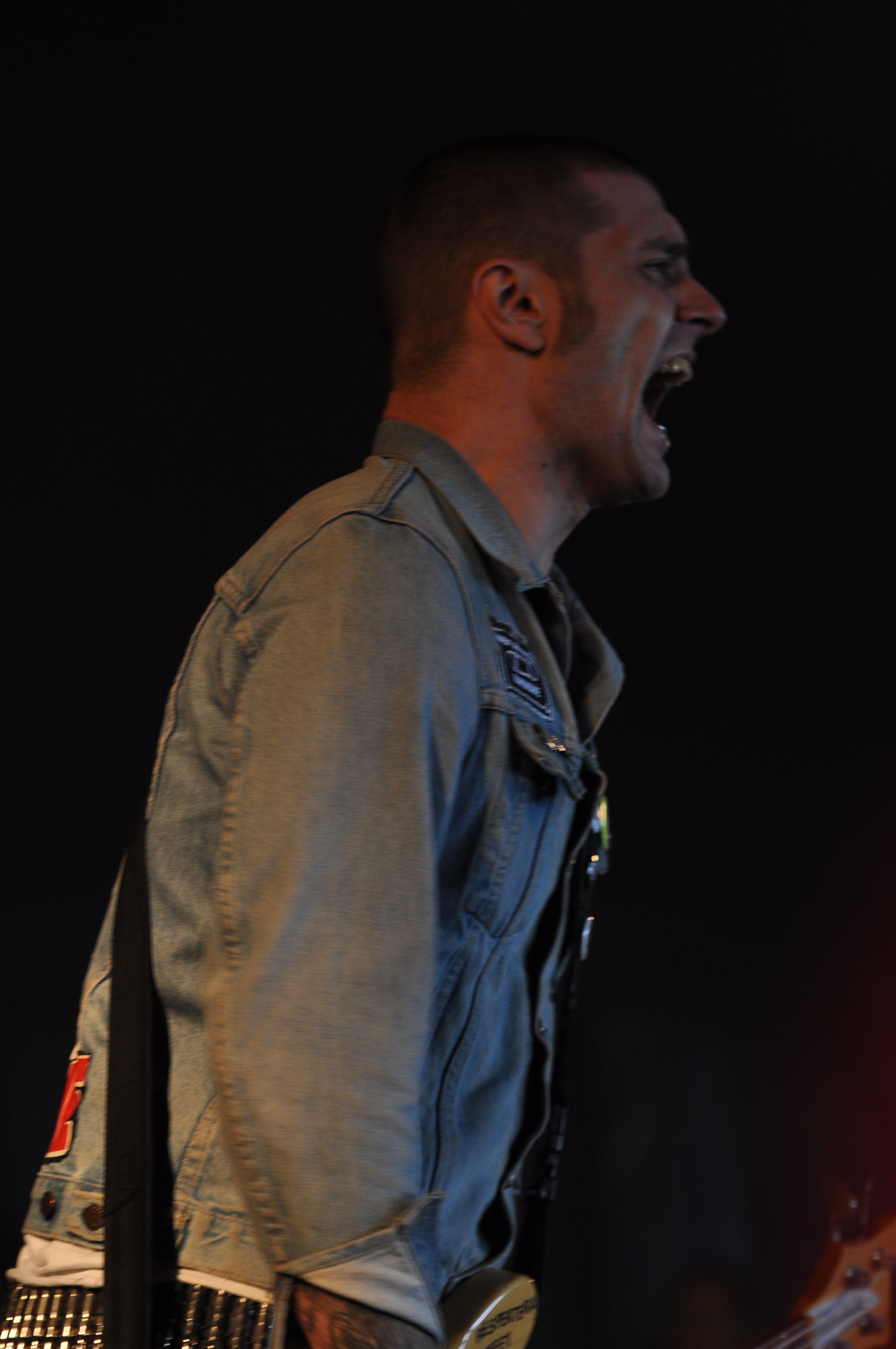
Christoffer Röstlund Jonsson
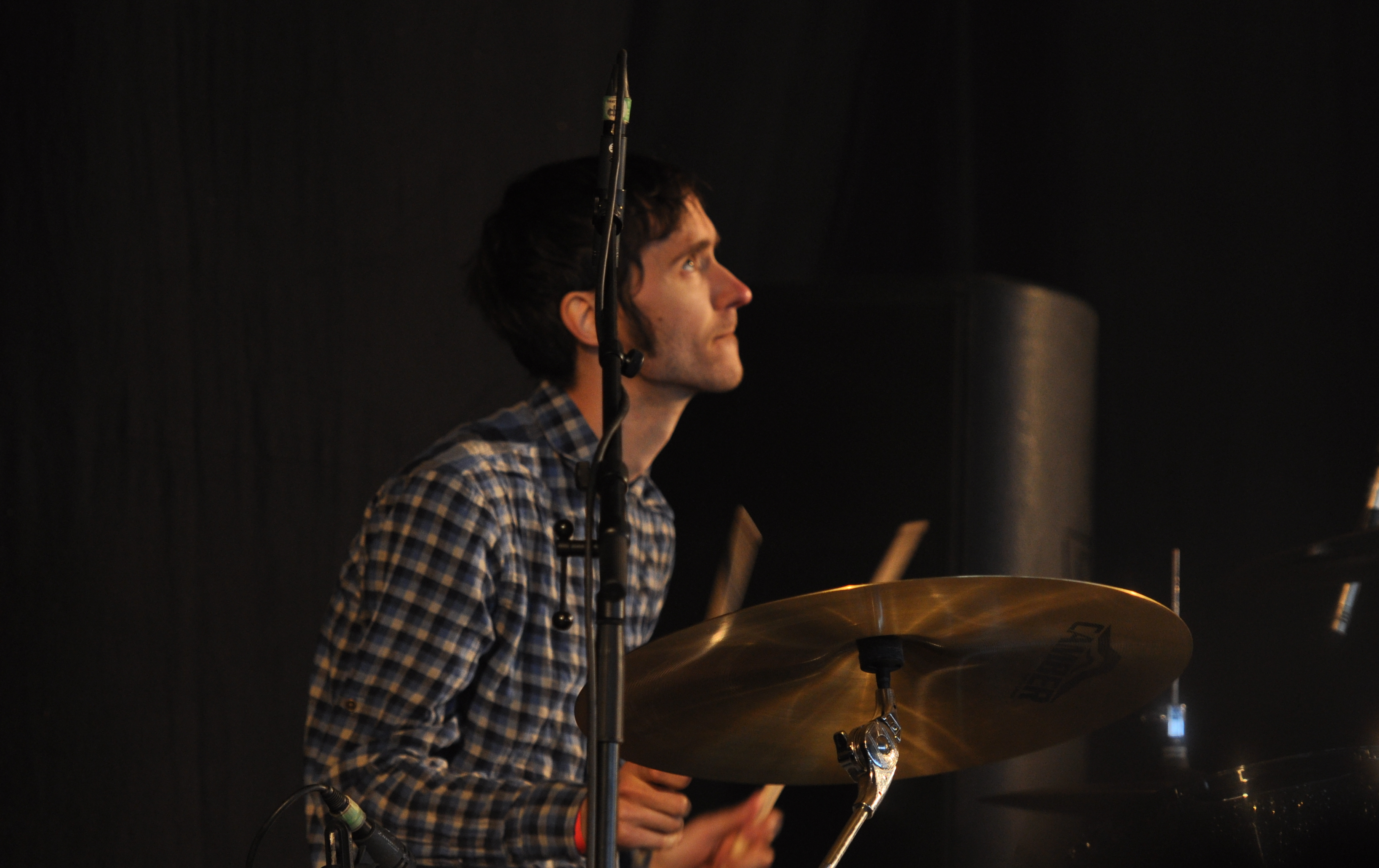
Fredrik Lyxzén

## Diskografie

### Alba
- AC4 (Ny Våg 2009, Deranged Records 2010, Shock Records 2011)[8]
- Burn the World (Ny Våg, Deathwish Inc. 2013)[6][2][9][10]

### Singly a EP
- Umeå Hardcore EP (P.Trash 2010)

### Kompilace
- Ox-compilation 86 (kompilace, Ox Fanzine 2010)
- Umeå Vråljazz Giganter (kompilace, Ny Våg 2010)
- AC4 / SSA (s Surprise Sex Attack, Aniseed Records 2010)
- Angry Scenes - Volume 5 (kompilace, Angry Scenes 2011)[2]